# پوبلیوس سپتیمیوس گتا
پوبلیوس سپتیمیوس گتا(به لاتین: Publius Septimius Geta) یا به اختصار گتا(۷ مارس ۱۸۹ - ۱۹ دسامبر ۲۱۱) امپراتور روم بود که به‌طور مشترک با پدرش سپتیموس سوروس و برادر بزرگش کاراکالا از ۲۰۹ تا هنگام مرگش در ۲۱۱ بر روم فرمان می‌راند. او و برادر بزرگتر خود کاراکالا پس از مرگ پدرشان با وجود وساطت مادر بانفوذشان جولیا دومنا ناتوان در سهیم شدن و برابری قدرت‌های امپراتوری با خودشان بودند، که با قتل گتا توسط کاراکالا در دسامبر همان سال به اوج خود رسید.

## زندگی
پوبلیوس سپتیمیوس گتا در ۷ مارس ۱۸۹ در رم زاده شد. او پسر کوچک سپتیمیوس سوروس از همسر دومش جولیا دومنا بود. گتا همواره در مقایسه با برادر بزرگترش لوسیوس که در عین حال با عنوان کاراکالا جانشین امپراتور نیز بود در مقام دوم قرار داشت و همین مسئله سبب بروز درگیری‌هایی بین آن دو می‌شد و کاملا به واسطه گری مادر تاثیرگذارشان جولیا دومنا احتیاج داشت. سپتیمیوس سوروس تحت توصیه جولیا دومنا به منظور دلجویی از پسر کوچکشان در سال ۲۰۹ میلادی، عنوان آگوستوس را به او اعطا نمودند و گتا با عنوان کامل سزار پوبلیوس سپتیمیوس گتا آگوستوس (به انگلیسی: Caesar Publius Septimius Geta Augustus) در کنار پدر و برادرش به فرمانروایی پرداخت و در این حکمرانی مشترک مقام جولیا دومنا به‌عنوان مشاوره مورد اعتماد و اگوستا مقتدر برای شوهرش و یک مادر اثرگذار برای پسرانش بود و عنوان‌ها و قدرت زیادی گرفت، مانند "مادر اوردگاه شکست ناپذیر"، "مادر سنا"، "مادر میهن"، "مادر اگوستوس" و "مادر وستا" را به‌دست آورد، که نشان دهنده اهمیت و یک همانند کننده و نیروی پشت تاج و تخت شوهر و پسرانش بود. با این وجود که مقام امپراتور و اگوستوس مشترک به هر دو داده شده بود اما رقابت بین دو برادر فراتر از آن‌چیزی بود که به نظر می‌آمد. بخاطر اختلافات بین این دو پدرشان سپتیمیوس سوروس هیچ گونه قدرت واقعی را به آنها نداد و به‌جای آن همچنان همسرش جولیا دومنا را تا پایان عمر خود مسئول کمک کردن به خودش برای اداره کل امپراتوری روم کرد.

## امپراتوری مشترک

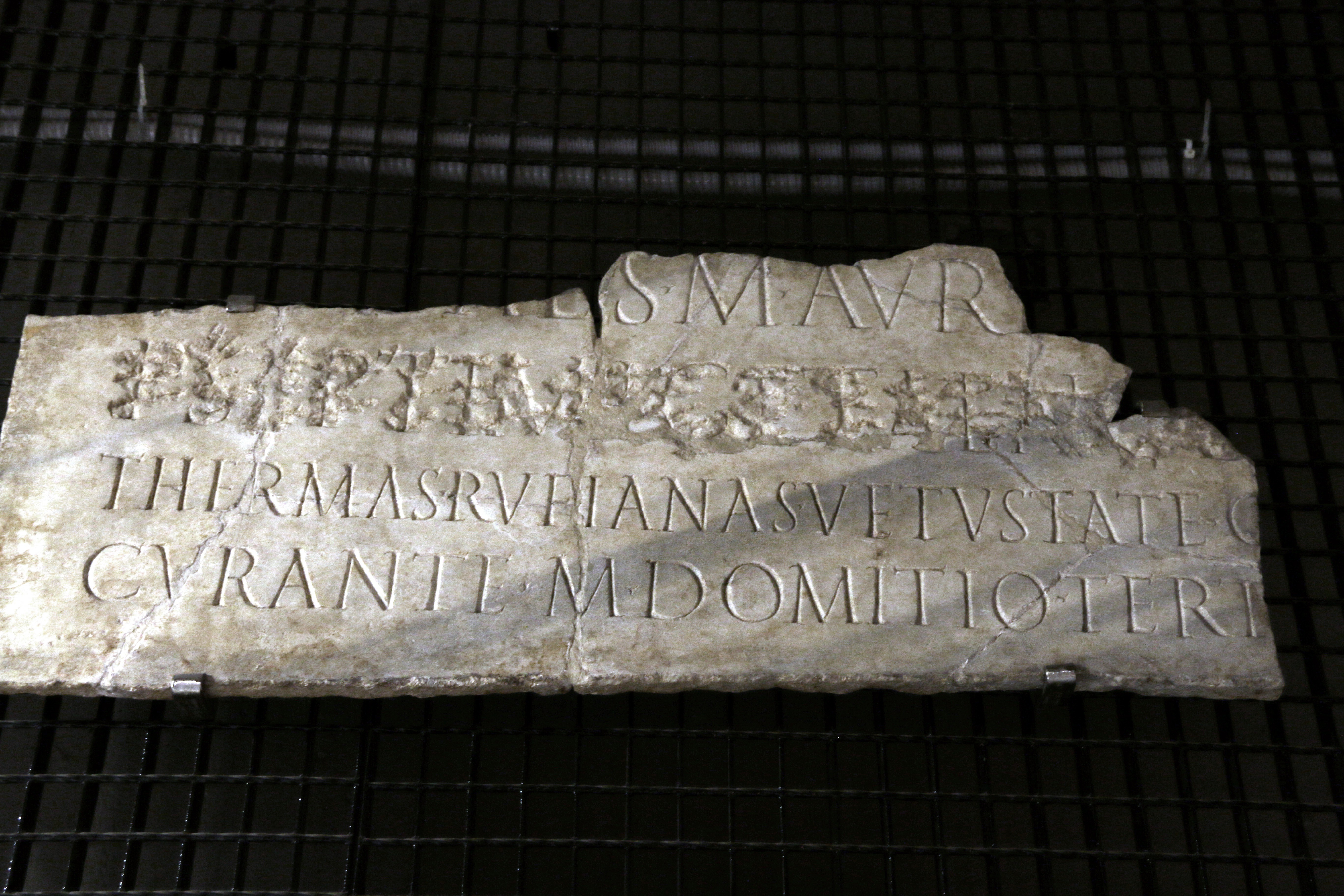
کتبیه ای مربوط به دوره امپراتوری پوبلیوس سپتیمیوس گتا

هنگامی که سپتیمیوس سوروس در ۴ فوریه سال ۲۱۱ در ابوراکوم واقع در انگلستان کنونی درگذشت، کاراکالا و گتا امپراتوران مشترک اعلام شدند و به رم بازگشتند. مادر آنها، جولیا دومنا توانست نفوذ سیاسی گسترده خودش را که در طول سلطنت شوهرش دارا بود حفظ کند و به سیاست ادامه دهد و با موفقیت اقتدار خود را بر سر دو امپراتور مشترک برقرار کرد. گفته می‌شود که در سفر از انگلیس به رم، دو برادر کاملاً از یکدیگر دور بودند، حتی یکبار در یک خانه اقامت نکردند و یا یک وعده غذایی مشترک نپذیرفتند.
حکومت مشترک آنها یک شکست سنگین و غیرقابل جبران بود، و آنها در تصمیم گیری روزمره برای اداره امور امپراتوری به مادر خود روی آوردند که در گذشته به پدرشان هم کمک کرد تا امپراتوری را اداره کند. کاخ امپراتوری در رم به دو بخش کاملاً جداگانه تقسیم شده بود و در قلب کاخ که مکان ملاقات با سنا بود دربار مادرشان جولیا دومنا بود که زندگی می‌کرد که مرز بین آنها بود، در این تقسیم بندی هیچ یک از خادمان دیگری را به بخش خود اجازه نمی‌داد. آنها فقط در حضور مادرشان جولیا دومنا که به‌عنوان مادرشان، امپراتریس رسمی امپراتوری و پیا فلیکس آگوستا در کنار آنها در قدرت مستقر بود و همچنین واسطه‌ای بین دوتا امپراتور بود حضور داشتند، آن هم با یک محافظ بسیار سنگین و قوی نظامی و دست به شمشیر و با دقت زیاد در رفتار سربازان دیگری ملاقات می‌کردند و دائماً از ترور ترس داشتند. همچنین در رقابت آنها دایره‌ای از طرفداران در اطراف هر دو برادر تشکیل شده بود که هر یک را علیه دیگری به جنگ تحریک می‌کردند.
گتا حداقل در بین برخی از سربازان بخاطر حمایت‌ها از سوی واسطه‌گرانی که به رهبری مادرشان بود محبوب بود. بنابراین، کاراکالا در ابتدا جرئت نمی‌کرد علناً علیه او عمل کند. جمعیت شهر روم، جمعیت سایر نقاط امپراتوری، فرماندهان ایالات ها، دربار امپراتوری، سنا روم، گارد پرتورین و نیروهای مستقر در پایتخت به‌طور کامل در اطراف آنها تقسیم شده و یا بلاتکلیف بودند، به‌طوری که یک جنگ داخلی بزرگ قریب الوقوع به نظر می‌رسید، کاسیوس دیو و هرودین مورخان قرن سوم احضار داشتند، تنها ثبات فعلی دولت مشترک آنها فقط با وساطت و رهبری مادرشان، جولیا دومنا بسیار بانفوذ و قدرتمند، و با همراهی درباریان قدرتمند و ژنرال‌های ارشد در اردوگاه نظامی بود که وجود داشت، و آنها جلوی جنگ خونین را گرفتند.
اما با مرور مشکلات بین برادران به جایی رسید که حتی مادرشان با وجود تاثیر مثبت و فراگیر خود بر آنها هم نتوانست مشکلاتشان را حل کند و آنها تصمیم گرفتند امپراتوری را به دو نیمه مساوی و خارج از قدرت مشترک یکدیگر تقسیم کنند تا مشکلاتشان از بین برود، اما تحت کنترل و مخالفت مادرشان جولیا دومنا این اقدام آنها رد شد که به پسرانش گفت: "پسرانم، شما راهی به ظاهر راحت برای تقسیم زمین و دریا و دربار برای مشکلات پیدا کردید، اما چطور می‌خواهید مادرتان رو تقسیم کنید"، در این صورت بود که هر دو از تصمیم خود منصرف شدند.
اما با این وضع همچنان اوضاع در وخامت بود، در حالی که در پایان سال ۲۱۱، اوضاع کاملاً غیرقابل تحمل شد. کاراکالا در جشن ساترنالیا (۱۷ دسامبر) به‌طور ناموفق سعی در کشتن گتا داشت. سرانجام، در روز ۲۶ دسامبر، کاراکالا که از سوی مادرش تشویق شد که در یک ملاقات صلح با برادرش در آپارتمان‌های او (جولیا) به مشکلاتشان پایان دهند ترتیب داد و کاراکالا از اعتماد مادرش سواستفاده کرده و نقشه قتل گتا را کشید، بنابراین گتا را در این ملاقات صلح از محافظین قوی نظامی خود محروم کرد، و سپس او را در آغوش جولیا دومنا که در هنگام اجرای ترور سعی در محافظ از پسرش را داشت توسط قاتلان خود در گارد پرتورین به قتل رساند.
کاراکالا دستور داد لعنت به یاد او نوشته شود، که به‌طور کامل انجام شد، همانطور که از سوابق باستان‌شناسی مشخص است. گزارش شده است، کاراکالا پس از آن توسط گناه ناشی از عمل خود مورد آزار و اذیت قرار گرفت، اما سعی کرد با اضافه کردن به این جنایت، تجویز کلیه پیروان سابق برادرش، آن را فسخ کند، او همچنین از رم غالبا فاصله گرفت و در خارج از شهر اقامت گزید و تمام امور دولت را در دستان مادرش جولیا دومنا گذاشت. کاسیوس دیو اظهار داشت که در این مدت بیش از ۲۰،۰۰۰ زن و مرد بی‌گناه به این اتهام کشته و یا مجازات شدند، حتی حدود ۲۰،۰۰۰ نفر از پیروان سلطنت برادرش را هم در این پاکسازی دخیل کرد و همه را در بدترین شکل ممکن کشت.

## نگارخانه

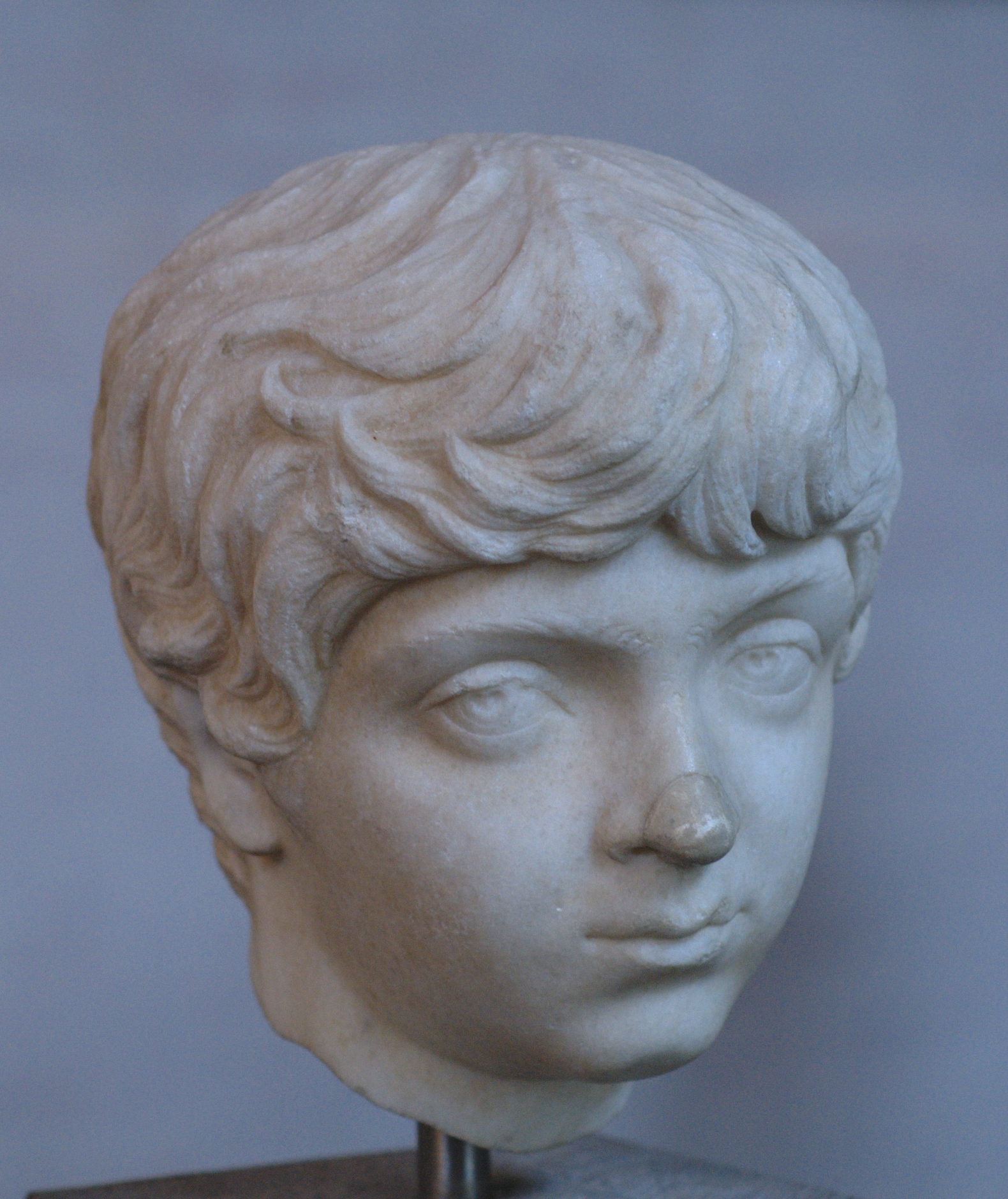
تصویری از گتا در زمان خردسالی
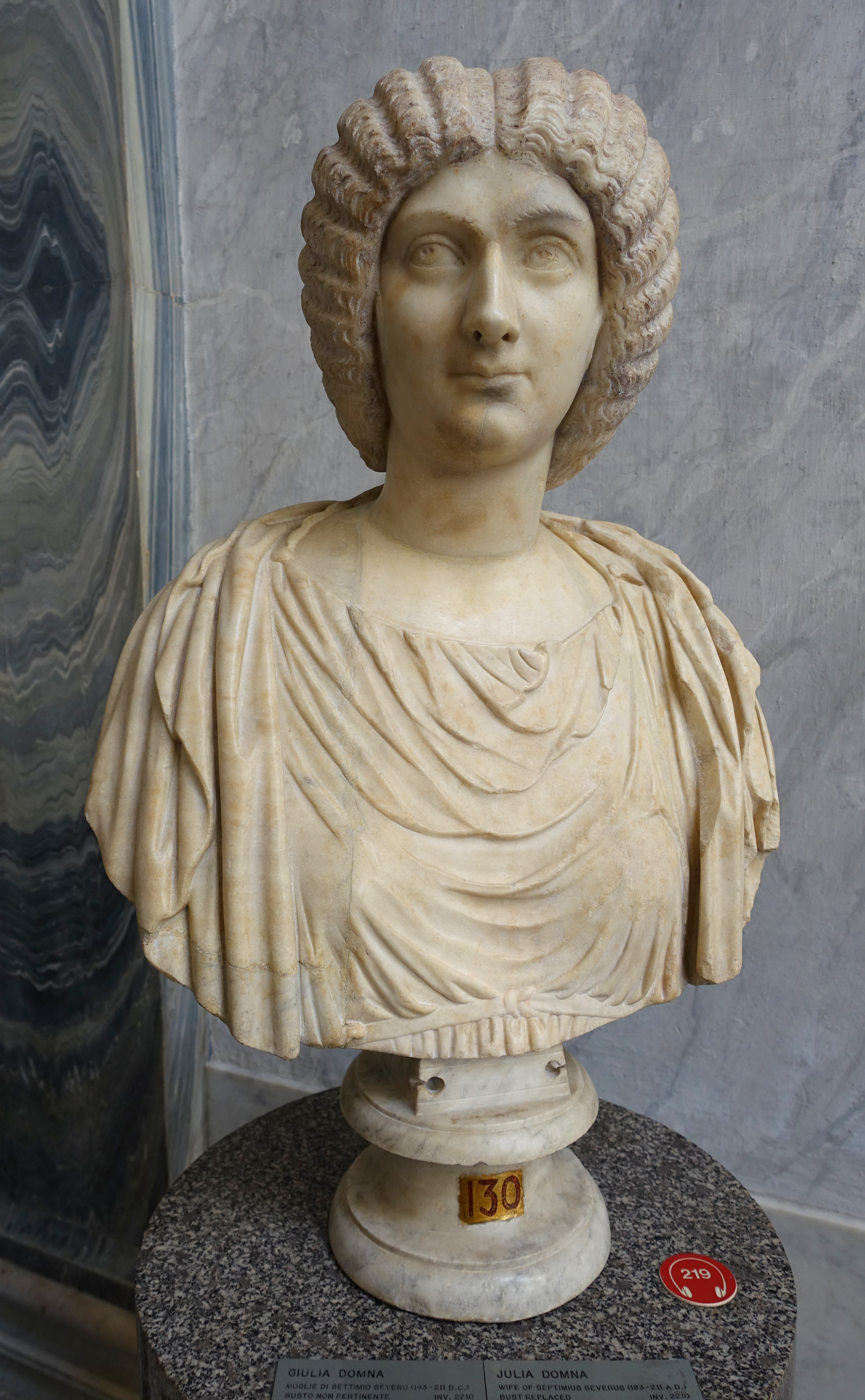
مادر کاراکالا و گتا، جولیا دومنا به‌عنوان واسطه‌ای قدرتمند و بانفوذ بین پسرانش در زمان سلطنت مشترک آنها خدمت می‌کرد و رسماً در اداره امپراتوری و حفظ و تثبیت قدرتشان و برقراری ثبات امپراتوری به آنها به‌طور کامل کمک رساند.
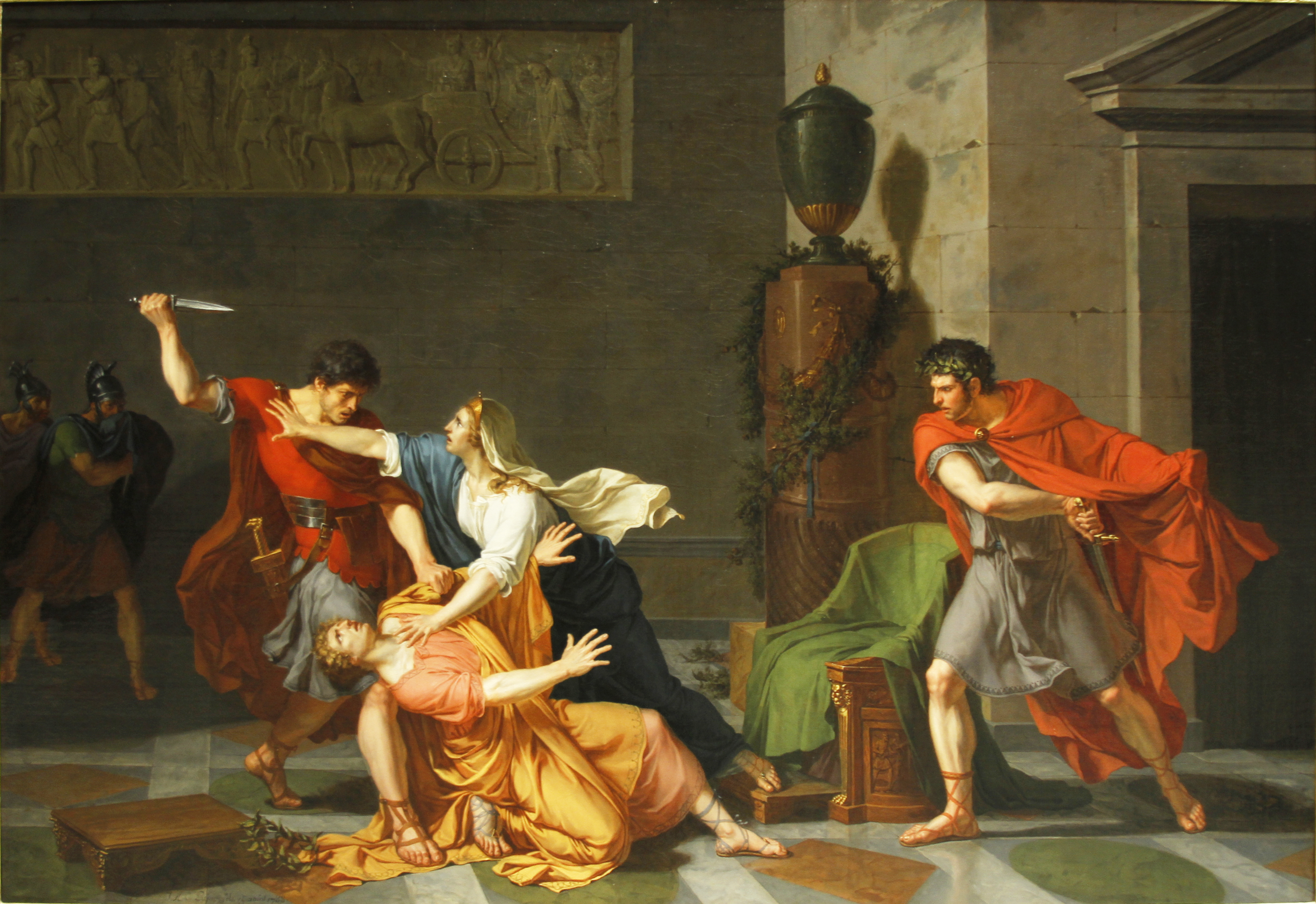
نقاشی از لحظه ترور گتا توسط سربازان برادرش کاراکالا که مادرشان جولیا دومنا در حال تلاش و تقلا کردن برای نجات جان پسر کوچکش از دست قاتلان پسر بزرگش بود.
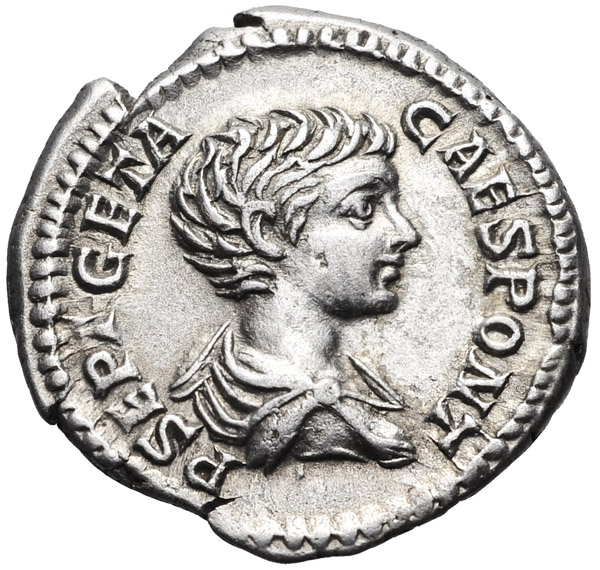
یک سکه به نام گتا.